# Letter to a Hero
Letter to a Hero ist ein US-amerikanischer Kurzfilm von Larry O’Reilly aus dem Jahr 1943.

## Handlung
Eine alte Lehrerin schreibt an ihren früheren Schüler Thomas Dugan, der inzwischen als Sergeant an der Front dient. Gerade hat die zweite Woche eines neuen Schuljahres begonnen und die Lehrerin beschreibt die neuen Schüler und den Alltag in der Kleinstadt Monroe, die nur wenig vom Krieg beeinflusst wird. Es gibt einen kleinen Junior Victory Garden und natürlich Neuigkeiten in der Zeitung, auch über eine Heldentag Dugans (gezeigten Zeitungsartikeln ist zu entnehmen, dass er 40 Verwundete gerettet hat), der zum Vorbild in der kleinen Stadt geworden ist. Die Lehrerin beschreibt, wie sie mit Thomas’ Freundin Amy zu seiner Mutter gegangen ist, nachdem bei ihr ein Päckchen aus Übersee angekommen sei. Im Päckchen war der Silver Star, Thomas’ Auszeichnung für seine Heldentat. Amy sei stolz gewesen und der Vater ergriffen. Die ganze Familie hat in ihrer Wohnung einen Ehrentisch für Thomas aufgebaut, auf dem auch die Zeitungsausschnitte, die von seiner Heldentat berichten, liegen. Weitere Neuigkeiten folgen. Thomas’ Vater hat für die zahlreichen Kühe eine Melkmaschine gekauft. Bei der Chorprobe im Ort ist Amy als Organistin tätig, während sie später beim Erstsemester-Tanz Swing spielt. Die Lehrerin berichtet auch von einer Parade und dem Enthüllen der Monroe Honor Roll, auf der auch Thomas’ Name zu lesen ist. Sie schließt ihren Brief mit dem Fazit, dass all die Dinge ihm an der Front trivial erscheinen mögen, dies jedoch Amerika sei.

## Produktion
Letter to a Hero wurde vor Ort in Monroe gedreht. Der Film enthält keine Dialoge, sondern nur den Brieftext; er wird von Ann Dere verlesen. Das Drehbuch beruht auf einer Geschichte von Meyer Berger.

## Auszeichnungen
Letter to a Hero wurde 1944 für einen Oscar in der Kategorie Bester Kurzfilm (Tweo Reel) nominiert.